# Гари (станция)
Га́ри — остановочный пункт Казанского региона обслуживания Горьковской железной дороги РЖД, в Республике Татарстан, Россия, в 100,2 км южнее Йошкар-Олы и в 6,1 км севернее Зеленодольска. Находится на линии Зелёный Дол — Яранск.  С 1 июля 2014 года по 3 июля 2015 года пригородные перевозки по станции не осуществлялись. Поезда дальнего следования проходят станцию без остановки.

## Перспективы
Станция находится на тупиковой ветке Зеленый Дол — Яранск. В 2019 году активно обсуждалось продление ветки до Котельнича в проекте строительства отрезка Яранск — Котельнич. В начале 2020 проект перенесен в планы до 2030 года. Строительство соединит северную и южную ветку Транссибирской магистрали.